# Hauptmann (militär grad)
Hauptmann (från tyska haupt (huvud)) är en officer i Tysklands, Schweiz och Österrikes arméer  motsvarande kapten i Svenska armén. Under medeltiden var hauptmann
titel på en självständig befälhavare över en större truppstyrka, och ända till senare hälften av 1500-talet hade kommenderande generalen ofta titeln "Oberster feldhauptmann". Även i Sverige förekom benämningen hauptmann (stundom förvrängd till hoppman) under 1500- och 1600-talen.